# Abrakadabra
Abrakadabra je magijska riječ koja se, kao kulturna referenca, danas prepoznatljivo vezuje uz magiju, a zapisivala se na amulete kao zaštita. Njen prvi spomen datira iz 3. stoljeća, a nalazi se u djelu De Medicina Praecepta rimskog liječnika Kvinta Severa Samonika. Vjeruje se da joj je svrha bila zaštititi ljude od zlih duhova uzročnika bolesti i zazivanje dobrih duhova radi zaštite.
Vjeruje se da postanak izraza dolazi od aramejske riječi "Avarah K'Davarah" što znači "Stvaram kako govorim". Na srednjovjekovnim amajlijama najčešće je zapisivana na u sljedećem obliku:
A - B - R - A - C - A - D - A - B - R - A

A - B - R - A - C - A - D - A - B - R

A - B - R - A - C - A - D - A - B

A - B - R - A - C - A - D - A

A - B - R - A - C - A - D

A - B - R - A - C - A

A - B - R - A - C

A - B - R - A

A - B - R

A - B

A
Ovaj magijski izraz koristile su i neke suvremene ezoterične organizacije i učenja, poput Crowleyjeve Teleme.